# Щербатых, Юрий Викторович
Щербатых, Юрий Викторович — доктор биологических наук, профессор кафедры психологии Воронежского филиала МГЭУ.

## Биография
Первый этап научных исследований (1973—1979 гг.) — исследование нейронов зрительной коры с помощью микроэлектродного отведения. Фиксация потенциалов действия отдельный нейронов и фокальных потенциалов нейронных колонок  в НИИ нейрокибернетики им. А. Б. Когана (Ростов-на-Дону). В результате были впервые описаны закономерности распределения вызванных потенциалов в зрительной коре. Результаты опубликованы в «Физиологическом журнале СССР им. И. М. Сеченова».
Второй этап научных исследований (1982—1986 гг.) — изучение влияния радиации на деятельность нейронов спинного мозга. Обнаружены две формы гибели нервных клеток под действием радиации — мгновенная (вызванная разрушением клеточных мембран) и отсроченная (вызванная нарушениями генетического аппарата нейронов). Результаты изложены в «Вестнике Академии Наук УССР» и журнале «Радиобиология» (ныне — научный журнал «Радиационная биология. Радиоэкология»). В процессе экспериментов с локальным облучением участков спинного мозга была открыта возможность повышения радиоустойчивости здоровой нервной ткани во время лучевой терапии опухолей нервной системы с помощью дыхания гипоксической смесью и других методов, что открыло возможность повышения эффективности лучевой терапии онкологических заболеваний  мозга.
В 1985 году защитил кандидатскую диссертацию на тему «Структурно-функциональные изменения нейронов спинного мозга после локального и общего рентгеновского облучения» в Институте проблем онкологии им. Р. Е. Кавецкого (Киев).
Третий этап научных исследований (1987—2017) — изучение психофизиологических феноменов стресса, вызванного эмоционально значимыми для человека событиями. Разработаны способы диагностики, прогнозирования и оптимизации психологического стресса. Результаты опубликованы в «Физиология человека», «Психологическом журнале» и «Журнале высшей нервной деятельности им. И. П. Павлова».
2001 год — докторская диссертация «Вегетативные проявления экзаменационного стресса и способы его коррекции» в Санкт-Петербургском Государственном Университете. Научный руководитель — ведущий специалист по вегетативной нервной системе академик Александр Данилович Ноздрачёв. Ю. В. Щербатых разработал методику классификации стрессоров матричного типа, в трёхмерной системе координат, расположенных по трём осям: а) реальность-виртуальность стрессора; б) возможность-невозможность человека влиять на стрессор; в) оси прошлое-настоящее-будущее. Согласно теории Ю. В. Щербатых, выбор того или иного метода оптимизации стресса определятся исходя из расположения стрессора в пространстве данного трёхмерного континниума. Данная гипотеза прошла многолетнюю проверку в эмпирических исследованиях автора и его психологических тренингах.
С 2002 года — исследования психических состояний человека и способов управления ими.
С 2010 года — исследования психологических аспектов долголетия и способов продления активной жизни человека за счёт комплексного подхода к психосоматическому взаимодействию сознательного и бессознательного начал психики.
В 1980—2000 годах писал научно-фантастические повести и являлся активным участником фэндома (сообщества любителей фантастики). В этом качестве был делегатом от России на трёх Европейских и одном мировом конгрессах любителей фантастики в Глазго (1995), Кракове (1991), Фройденштадте (1992) и Сент-Хелиере (1993). Кроме того, он является автором картин на тему научной фантастики, и выставлял свои произведения на соответствующих выставках в Шотландии (1995) и Голландии (1994). В 2003—2010 годах создал серию картин на тему микромира — «Человек под микроскопом», где нашли отражения исследования, проведённые на кафедре гистологии и эмбриологии Воронежской государственной медицинской академии. В 2007 году принял участие в художественной выставке «Мир глазами врачей», где показал часть своих картин, посвящённых микроскопическому устройству нервной системы.
- «Нежность прикосновения». Художник - Юрий Щербатых
- «Дерево равновесия». Художник - Юрий Щербатых
- «Голубой разумный океан», Художник - Юрий Щербатых
- «Галактика внутри нас». Художник - Юрий Щербатых
- Юрий Щербатых перед своими картинами на выставке «Мир глазами врачей» (Воронеж)

## Работы
Юрий Щербатых является автором комплексной методики саморегуляции психофизиологического состояния, основанной на комбинации аутотренинга, нейролингвистического программирования, направленной визуализации и специальных дыхательных техник. Отдельные результаты, показывающие эффективность этой методики для регуляции состояния человека в сложных жизненных ситуациях (спортивные соревнования, экзамены и прочее) опубликованы в журнале «Физиология человека».

## Публикации
Юрий Щербатых — автор более ста девяноста печатных работ, в том числе — десяти книг по прикладной психологии. Две книги были изданы в Болгарии, три — в Китае.
Научные статьи Ю. В. Щербатых выходили в следующих реферируемых научных изданиях: «Психологический журнал», «Физиология человека», «Российский физиологический журнал им. И. М. Сеченова», «Журнал высшей нервной деятельности им. И. П. Павлова», «Радиационная биология. Радиоэкология», «Социальная и клиническая психиатрия», «Высшее образование в России» и других авторитетных научных периодических изданиях.
Ю. В. Щербатых автор книг — учебных пособий для студентов-психологов: «Психология предпринимательства и бизнеса», «Психология стресса и методы коррекции», «Анатомия ЦНС для психологов» и «Физиология ЦНС для психологов», «Общая психология», «Психология труда и кадрового менеджмента». Ю. В. Щербатых много работает над популяризацией науки психологии. Ему принадлежат такие книги как «Психология страха», «Психология личностных качеств», «Психология любви и секса», «Психология выборов», «Психология стресса», «Искусство обмана» и ряд других книг.
Помимо научных работ, Ю. В. Щербатых является автором пяти книг и нескольких журнальных публикаций, выполненных в жанре научной фантастики. Некоторые произведения были написаны им самостоятельно, а часть — в соавторстве с писателем Б. Ивановым (например, «Обитель монстров», М.: ЭКСМО, 1995 г.; ISBN 5-85585-673-9)